# Аптерихты
Аптерихты (лат. Apterichtus) — род лучепёрых рыб из семейства острохвостых угрей (Ophichthidae). Распространены по всему миру в тропических и умеренно тёплых водах мирового океана. Максимальная длина тела представителей разных видов варьирует от 5 до 80 сантиметров.

## Описание
Тело длинное, цилиндрической формы, несколько сжато с боков в задней части, заострённое с обоих концов. Длина тела с головой равна или короче длины хвоста. Рыло короткое, почти конической формы. Жаберные отверстия в форме полумесяца. Передняя ноздря в виде короткой трубки или вровень с поверхностью рыла, задняя ноздря открывается на верхней губе. Плавники отсутствуют. Три или четыре поры в подглазничном канале боковой линии.

## Классификация
В состав рода включают 21 вид:
- Apterichtus anguiformis (Peters, 1877)
- Apterichtus ansp (J. E. Böhlke, 1968)
- Apterichtus australis McCosker & J. E. Randall, 2005
- Apterichtus caecus (Linnaeus, 1758)
- Apterichtus dunalailai McCosker & Hibino, 2015[5]
- Apterichtus equatorialis (Myers & Wade, 1941)
- Apterichtus flavicaudus (Snyder, 1904)
- Apterichtus gracilis (Kaup, 1856) — Изящный аптерихт
- Apterichtus hatookai Hibino, Shibata & Kimura, 2014[6]
- Apterichtus jeffwilliamsi McCosker & Hibino, 2015[5]
- Apterichtus kendalli (Gilbert, 1891)
- Apterichtus keramanus Machida, Hashimoto & Yamakawa, 1997
- Apterichtus klazingai (Weber, 1913)
- Apterichtus malabar McCosker & Hibino, 2015[5]
- Apterichtus monodi (C. Roux, 1966)
- Apterichtus moseri (Jordan & Snyder, 1901)
- Apterichtus mysi McCosker & Hibino, 2015[5]
- Apterichtus nariculus McCosker & Hibino, 2015[5]
- Apterichtus orientalis Machida & Ohta, 1994
- Apterichtus soyoae Hibino, 2018[7]
- Apterichtus succinus Hibino, McCosker & Kimura, 2016[8]